# Sevkar
Sevkar (in armeno Սևքար?, chiamato anche Sevk'ar; precedentemente Karadash) è un comune dell'Armenia di 2 285 abitanti (2010) della provincia di Tavush.